# Лиля Брик
Лиля Юриевна Брик (на руски: Ли́ля Ю́рьевна Брик, родена Лиля Уриевна Каган) е „музата на руския авангард“, собственичка на един от най-известните през XX век литературно-художествени салони. Тя е автор на мемоари, популяризатор на творбите на Владимир Маяковски, която изиграва голяма роля в живота на поета. На нея са посветени множество поеми и стихотворения.
Лиля е по-голямата сестра на Елза Триоле. Била е омъжена за Осип Брик, Виталий Примаков и Василий Катанян. Биографията на Лиля Брик е преплетена със съдбите на много артисти и литературни работници от различни страни, сред които са Сергей Наровчатов, Павел Коган, Михаил Кълчицки, Мая Плисецкая, Родион Щедрин, Сергей Параджанов, Андрей Вознесенски, Мартирос Сариан, Марк Шагал, Пабло Пикасо и др. Получавайки половината права върху творческото наследство на Маяковски, Лиля Юриевна участва в издаването на пълните творби на поета. Създава първия музей в Москва на Маяковски (впоследствие ликвидиран). От края на 50-те години цензурата се опитва да изключи името Брик от биографията на Маяковски.
Лиля Юриевна Брик се самоубива през 1978 г. на 86-годишна възраст.

## Публикации
- Лиля Брик - Эльза Триоле: Неизданная переписка (1921-1970), Москва: Эллис Лак, 2000